# 夏香薄荷
夏香薄荷（学名：Satureja hortensis）是唇形科香薄荷属的一种芳香植物。
夏香薄荷与同属的冬香薄荷同为欧洲文化中的传统香草，两者用途相近，区别在于夏香薄荷为一年生植物，而冬香薄荷则为多年生植物。此外，冬香薄荷与夏香薄荷相比味道略苦一些。